# Cadillacs and Dinosaurs: The Second Cataclysm
 (mars 2020).
Si vous disposez d'ouvrages ou d'articles de référence ou si vous connaissez des sites web de qualité traitant du thème abordé ici, merci de compléter l'article en donnant les références utiles à sa vérifiabilité et en les liant à la section « Notes et références ».
Pour les articles homonymes, voir Cadillac, Dinosaur et Cadillacs and Dinosaurs.
Cadillacs and Dinosaurs: The Second Cataclysm est un jeu vidéo de type rail shooter sorti en 1994 sur Mega-CD. Le jeu a été développé et édité par Rocket Science Games.

## Critique
- Joypad : 75 %[1]